# Fermeuse
Fermeuse est une ville de Terre-Neuve-et-Labrador, au Canada. Elle est située à l'est de la péninsule d'Avalon sur l'île de Terre-Neuve.
Au recensement de 2021, 266 habitants y ont été dénombrés.

## Compléments